# Jean-François Moulin

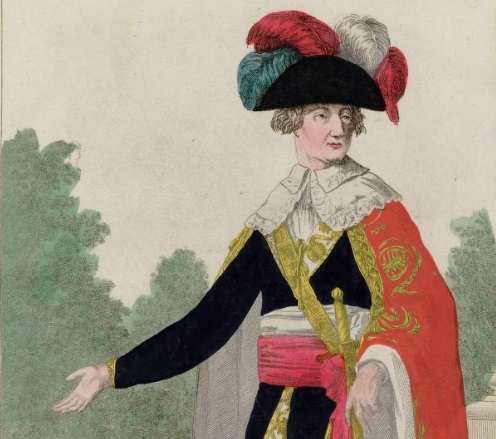
Jean-François Moulin

Jean-François Auguste Moulin, auch Jean-François Moulins (* 14. März 1752 in Caen; † 12. März 1810 in Pierrelafitte) war ein französischer Offizier und im Jahr 1799 Mitglied des Direktoriums der Republik.